# Conference Carolinas 2012 (pallavolo maschile)
La Conference Carolinas 2012 si è svolta dal 24 gennaio al 18 aprile 2012: al torneo hanno partecipato 6 squadre universitarie statunitensi e la vittoria finale è andata per la prima volta alla Pfeiffer.

## Regolamento
È prevista una stagione regolare che vede le sei formazioni impegnate nella conference affrontarsi due volte tra loro, per un totale di dieci incontri ciascuna; parallelamente vengono disputati anche degli incontri extra-conference contro formazioni appartenenti ad altre conference o non affiliate ad alcuna di esse, dando vita a due classifiche separate una relativa alla Conference Carolinas ed una totale.
- Le prime quattro classificate nella classifica della Conference Carolinas accedono al torneo di conference, dove vengono accoppiate col metodo della serpentina e affrontano semifinali e finale in gara secca.

## Squadre partecipanti
| Club                | Città       | Impianto                       | Stagione precedente             |
| ------------------- | ----------- | ------------------------------ | ------------------------------- |
| Barton Bulldogs     | Wilson      | Wilson Gymnasium Wilson        | -                               |
| King Tornado        | Bristol     | Student Center Complex Bristol | 2ª in Conference Carolinas      |
| Lees-McRae Bobcats  | Banner Elk  | Williams Gymnasium Banner Elk  | 2ª in Conference Carolinas      |
| Limestone Saints    | Gaffney     | Timken Center Gaffney          | 4ª in Conference Carolinas      |
| Mount Olive Trojans | Mount Olive | Kornegay Arena Mount Olive     | Vincitrice Conference Carolinas |
| Pfeiffer Falcons    | Misenheimer | Merner Gym Misenheimer         | 5ª in Conference Carolinas      |

## Campionato

### Regular season

#### Classifica
| Pos. | Squadra     | Conference | Conference | Conference | Conference | Overall | Overall | Overall | Overall |
| Pos. | Squadra     | Pt.        | G          | V          | P          | Pt.     | G       | V       | P       |
| ---- | ----------- | ---------- | ---------- | ---------- | ---------- | ------- | ------- | ------- | ------- |
| 1.   | Pfeiffer    | .900       | 10         | 9          | 1          | .778    | 27      | 21      | 6       |
| 2.   | Limestone   | .700       | 10         | 7          | 3          | .560    | 25      | 14      | 11      |
| 2.   | Mount Olive | .700       | 10         | 7          | 3          | .548    | 31      | 17      | 14      |
| 4.   | Lees-McRae  | .500       | 10         | 5          | 5          | .524    | 21      | 11      | 10      |
| 5.   | King        | .200       | 10         | 2          | 8          | .333    | 30      | 10      | 20      |
| 6.   | Barton      | .000       | 10         | 0          | 10         | .000    | 17      | 0       | 17      |

| Al torneo di Conference |

### Torneo di Conference
|  | Semifinali | Semifinali  | Semifinali |             |   | Finale   | Finale | Finale |  |
|  |            |             |            |             |   |          |        |        |  |
|  | 1          | Pfeiffer    | 3          |             |   |          |        |        |  |
|  | 1          | Pfeiffer    | 3          |             |   |          |        |        |  |
|  | 4          | Lees-McRae  | 1          |             |   |          |        |        |  |
|  | 4          | Lees-McRae  | 1          |             | 1 | Pfeiffer | 3      |        |  |
|  |            |             |            |             | 1 | Pfeiffer | 3      |        |  |
|  |            |             | 3          | Mount Olive | 0 |          |        |        |  |
|  | 2          | Limestone   | 3          | Mount Olive | 0 | 1        |        |        |  |
|  | 2          | Limestone   |            |             |   |          |        |        |  |
|  | 3          | Mount Olive | 3          |             |   |          |        |        |  |

## Premi individuali
| Premio                               | Giocatrice                 | Squadra            |
| ------------------------------------ | -------------------------- | ------------------ |
| MVP                                  | Caleb Brophy               | Pfeiffer           |
| All-Tournament Team                  | José Ribas                 | Lees-McRae         |
| All-Tournament Team                  | Scott Warren               | Limestone          |
| All-Tournament Team                  | Dan Arnold                 | Mount Olive        |
| All-Tournament Team                  | Jackson Metichecchia       | Mount Olive        |
| All-Tournament Team                  | David Specian              | Pfeiffer           |
| All-Tournament Team                  | Quentin Moore              | Pfeiffer           |
| Player of the Year                   | Quentin Moore Scott Warren | Pfeiffer Limestone |
| Freshman of the Year                 | Joshua Jones               | Lees-McRae         |
| Coach of the Year                    | Steve Bintz                | Pfeiffer           |
| All-Conference Carolinas First Team  | Quentin Moore              | Pfeiffer           |
| All-Conference Carolinas First Team  | Scott Warren               | Pfeiffer           |
| All-Conference Carolinas First Team  | Adam Miracle               | Mount Olive        |
| All-Conference Carolinas First Team  | Caleb Brophy               | Pfeiffer           |
| All-Conference Carolinas First Team  | Kevin Hart                 | Limestone          |
| All-Conference Carolinas First Team  | Roberto Ramírez            | Lees-McRae         |
| All-Conference Carolinas First Team  | Efrain Negron              | Lees-McRae         |
| All-Conference Carolinas Second Team | John Nunns                 | Mount Olive        |
| All-Conference Carolinas Second Team | Matt Harpenau              | Lees-McRae         |
| All-Conference Carolinas Second Team | John Lucas                 | Lees-McRae         |
| All-Conference Carolinas Second Team | James Friddle              | King               |
| All-Conference Carolinas Second Team | José Ribas                 | Lees-McRae         |
| All-Conference Carolinas Second Team | David Specian              | Pfeiffer           |
| All-Conference Carolinas Second Team | Joe Gilliland              | Limestone          |
| All-Conference Carolinas Third Team  | Jack Tutty                 | Mount Olive        |
| All-Conference Carolinas Third Team  | Derek Daley                | Limestone          |
| All-Conference Carolinas Third Team  | Eric Glenn                 | King               |
| All-Conference Carolinas Third Team  | Jackson Metichecchia       | Mount Olive        |
| All-Conference Carolinas Third Team  | Mark Hess                  | Pfeiffer           |